# Molodoj Volkodav
Molodoj Volkodav (russisk: Молодой Волкодав) er en russisk tv-serie fra 2006 af Oleg Fomin.

## Medvirkende
- Aleksandr Bukharov
- Anna Azarova som Vilija
- Elvira Bolgova som Neja
- Natalija Dogadina som Kendrat
- Andrej Tjadov som Kattai